# Бездельников, Леонид Иванович
Леони́д Ива́нович Безде́льников (27 мая 1928, Катавка, Уральская область — 19 декабря 1975, Катавка, Челябинская область) — советский машинист экскаватора Бакальского рудоуправления Министерства чёрной металлургии СССР, Герой Социалистического Труда (1971).

## Биография
Родился 27 мая 1928 года в посёлке Катавка, Златоустовский округ, Уральская область (ныне — Саткинский район Челябинской области).
В 1943 году стал учеником статистика на руднике имени ОГПУ Бакальского рудоуправления (БРУ) в городе Бакал Саткинского района Челябинской области. В 1944 году окончил курсы учебно-курсового комбината БРУ, ещё год работал помощником машиниста экскаватора, затем в течение 20 лет (до 1965 года) машинистом экскаватора в транспортном цехе БРУ, позже — на руднике «Иркускан». В 1960 году окончил курсы мастеров, а в 1968 году — вечерний Бакальский горный техникум.
Указом Президиума Верховного Совета СССР от 30 марта 1971 года «за выдающиеся успехи, достигнутые выполнении заданий пятилетнего плана по развитию чёрной металлургии» удостоен звания Героя Социалистического Труда с вручением ордена Ленина и золотой медали «Серп и Молот».
В конце 1971 года на Вахте героев (Центральный горно-обогатительный комбинат, Кривой Рог, УССР) занял 1-е место среди 15 машинистов экскаватора с предприятий Минчермета СССР, установив мировой рекорд погрузки железной руды (3000 м³, или 8,5 тысяч тонн за 8-часовую смену), за что был награждён министром чёрной металлургии именными золотыми часами.
В 1962—1974 годах преподавал в школе передового опыта, обучив десятки рабочих.
Делегат XXIV съезда КПСС (1971). Избирался депутатом Челябинского областного (1963—1975) и Бакальского городского (1958—1962) советов депутатов трудящихся, членом ЦК профсоюзов рабочих металлургической промышленности (1970).
Умер 19 декабря 1975 года, похоронен на родине.

## Награды
- Медаль «Серп и Молот» (30.03.1971);
- Дважды орден Ленина (22.03.1966, 30.03.1971);
- Почётный гражданин города Сатки и Саткинского района (1971);
- Медали[1].